# Zhou Haibin
Zhou Haibin (周海滨 in het Chinees) (Dalian, 19 juli 1985) is een Chinees betaald voetballer die bij voorkeur op het middenveld speelt. Hij keerde in januari 2010 na elf maanden in dienst van PSV Eindhoven terug naar zijn oude club Shandong Luneng Taishan. Vanaf juli 2013 tot en met december 2013 speelt hij op huurbasis voor Tianjin Teda. In 2003 debuteerde hij in het Chinees voetbalelftal, waarvoor hij meer dan veertig interlands speelde.

## Carrière
Zhou is een aanvallend ingestelde middenvelder. Hij scoorde zijn eerste goal voor Shandong Luneng op 31 juli 2003 in een wedstrijd tegen Changsha Ginde. Sinds dat jaar werd hij een vaste waarde in het elftal.
Op 5 februari 2009 werd bekendgemaakt door PSV dat er een akkoord was tussen speler en club voor een transfer, maar dat de Chinese regelgeving in de weg stond. Deze geeft de Chinese voetbalbond de mogelijkheid een speler nog dertig maanden vast te houden. Op 7 februari 2009 maakte PSV bekend dat Zhou definitief was overgenomen.
Op 10 februari 2009 werd hij medisch gekeurd en gepresenteerd. Hij tekende een contract voor een jaar met een eenzijdige optie voor PSV het contract met 2,5 jaar te verlengen. Deze optie wordt niet gelicht, waardoor Zhou per 1 januari 2010 transfervrij bij de club vertrok.

## Interlandcarrière
Zhou werd hij op 1 juni 2004 de jongst scorende speler in het Chinese nationale elftal ooit. Het record was daarvoor in handen van Sun Jihai

## Overzicht clubs
| Seizoen   | Club                    | Competitie   | Wedstrijden | Doelpunten |
| --------- | ----------------------- | ------------ | ----------- | ---------- |
| 2003-2009 | Shandong Luneng Taishan | Super League | 129         | 18         |
| 2009      | PSV                     | Eredivisie   | 0           | 0          |
| 2010-     | Shandong Luneng Taishan | Super League | 0           | 0          |

## Erelijst
- Chinese Football Association Super League: 2006, 2008